# Yendo a la casa de Damián
«Yendo a la casa de Damián» es  el primer sencillo perteneciente al álbum de estudio titulado Raro de la banda uruguaya El Cuarteto de Nos.

## Historia
De acuerdo a Roberto Musso, en medio de la creación del álbum Raro, el vocalista de la banda, al ver que su mascota tenía hambre decidió ir a una tienda cercana, pero este proceso le llevaría aproximadamente 2 horas ya que en el trayecto había personas que lo detenían al reconocerlo, así obstruyendo su paso. Al llegar a la tienda buscó el alimento para su mascota pero se detuvo a hablar con alguien sobre qué alimento es mejor, lo cual le tomó una gran cantidad de tiempo. Al regresar a su casa y pensar en lo sucedido, le pareció una buena idea tomarlo como concepto para un nuevo sencillo, en el cual se relate la historia ficticia sobre una persona que no importa quién es, yendo a la casa de alguien quien tampoco importa quién es. En la realización del video de la canción se usaría como inspiración para el ritmo la forma en que caminaba Roberto.
En el proceso de idear un nombre para la canción, se tomó como base el libro Demian del escritor alemán Hermann Hesse, el cual relata el camino de la niñez a la madurez del personaje principal Emil Sinclair. En este caso se hispanizó el nombre de la obra, pasando de ser Demian a Damián.
En la actualidad, es considerada una de las canciones más populares del disco Raro, el cual fue nominado a los Premios Grammy Latinos en la categoría Mejor canción rock.

## Personal
- Roberto Musso: Segunda guitarra y voz.
- Alvin Pintos: Batería.
- Santiago Tavella: Bajo y voz.
- Ricardo Musso: Guitarra principal y voz.

Músicos adicionales:
- Julio Berta: Guitarra eléctrica.